# Alexandria Loutitt
Alexandria Loutitt (Calgary, 7 januari 2004) is een Canadese schansspringster. Ze vertegenwoordigde haar vaderland op de Olympische Winterspelen 2022 in Peking.

## Carrière
Op de wereldkampioenschappen schansspringen 2021 in Oberstdorf eindigde Loutitt als 38e op de grote schans. In de landenwedstrijd eindigde ze samen met Natalie Eilers, Natasha Bodnarchuk en Abigail Strate op de elfde plaats, samen met Abigail Strate, Matthew Soukup en MacKenzie Boyd-Clowes eindigde ze als tiende in de gemengde landenwedstrijd. In november 2021 maakte ze in Nizjni Tagil haar wereldbekerdebuut. In december 2021 scoorde de Canadese in Lillehammer haar eerste wereldbekerpunten. Tijdens de Olympische Winterspelen van 2022 in Peking werd Loutitt gediskwalificeerd in de individuele wedstrijd, in de gemengde landenwedstrijd veroverde ze samen met Abigail Strate, Matthew Soukup en MacKenzie Boyd-Clowes de bronzen medaille.
In december 2022 behaalde ze in Villach haar eerste toptienklassering in een wereldbekerwedstrijd. Op 13 januari 2023 boekte de Canadese in Yamagata haar eerste wereldbekerzege.

## Resultaten

### Olympische Spelen
| Jaar | Plaats | Resultaten                     |
| ---- | ------ | ------------------------------ |
| 2022 | Peking | DSQ HS106 · Gemengd team HS106 |

### Wereldkampioenschappen
| Jaar | Plaats     | Resultaten                                      |
| ---- | ---------- | ----------------------------------------------- |
| 2021 | Oberstdorf | 38e HS137 11e Team HS109 10e Gemengd team HS109 |

### Wereldbeker
Eindklasseringen
| Seizoen   | Algm |
| --------- | ---- |
| 2021/2022 | 32e  |

Wereldbekerzeges
| Datum           | Plaats   | Schans |
| --------------- | -------- | ------ |
| 13 januari 2023 | Yamagata | HS102  |

### Grand-Prix
Eindklasseringen
| Jaar | Plaats |
| ---- | ------ |
| 2022 | 44e    |